# Banished
Banished (tạm dịch: Trục xuất) là một game chiến lược xây dựng thành phố tập trung vào việc quản lý tài nguyên chu đáo và sống sót như là một xã hội bị cô lập và phát triển.

## Lối chơi
Người chơi hướng dẫn công dân của một cộng đồng xa xăm của những người bị ruồng bỏ để phát triển và duy trì một khu định cư thông qua một nền kinh tế chỉ huy. Trò chơi tập trung chủ yếu vào những công dân của thị trấn người chơi như một cá nhân riêng lẻ. Theo như người thiết kế phát biểu trong một đoạn video, "người dân thị trấn của Banished là nguồn lực chính của bạn. Họ được sinh ra, lớn lên, làm việc, có những đứa con của mình và cuối cùng lìa bỏ cõi đời. Giữ họ khỏe mạnh, hạnh phúc và được cho ăn đầy đủ là rất cần thiết để khiến thị trấn của bạn phát triển như bạn phải đối phó với điều kiện thời tiết không ngừng, hỏa hoạn, trầm cảm, nạn đói, dân số già đi và nhiều hơn nữa."

## Phát triển
Quá trình phát triển Banished bắt đầu vào tháng 8 năm 2011 và được phát triển hoàn toàn bởi Luke Hodorowicz dưới cái tên studio Shining Rock Software. Trò chơi được mã hóa bằng C++ và game engine được xây dựng tùy chỉnh cho một game bắn súng zombie. Trò chơi về sau được tái chế và engine lại có mục tiêu cho sự phát triển của Banished. Trò chơi đã được phát hành với cả hai phiên bản 32-bit và 64-bit cũng như DirectX 9 và 11. Nhà phát triển đã tuyên bố rằng tựa game sẽ chỉ được phát hành trên hệ điều hành Windows để bắt đầu thử nhưng nếu trò chơi thành công sẽ xem xét sửa đổi để phát hành trên các hệ điều hành khác.

## Phát hành
Ngày 23 tháng 10 năm 2013, trò chơi đã được công bố sẽ được phát hành vào cuối năm 2013 và nhà phát triển nói rằng anh "cần phải có một ngày nhất định để chia sẻ sớm". Tới ngày 9 tháng 1 nhà phát triển thông báo rằng Banished sẽ được phát hành vào ngày 18 tháng 2 năm 2014.
Game đang được phân phối thông qua Steam, GOG, Humble Bundle dưới hình thức download kỹ thuật số trên trang web của nhà phát triển.

### Đón nhận
Banished nhận được đánh giá chủ yếu là tích cực khi phát hành. Metacritic, phân công một số điểm bình quân trên 100 theo những lời đánh giá từ giới phê bình, chấm cho game số điểm 73 dựa trên 31 đánh giá, với 16 tích cực, 14 hỗn hợp và chỉ có một tiêu cực. Điểm số người sử dụng là 8.2 với 97 ý kiến tích cực, 16 hỗn hợp, và chỉ có 10 tiêu cực.